# Smikros (Mythologie)
Smikros (altgriechisch Σµῖκρος Smíkros) ist in der griechischen Mythologie der Vater des Branchos, des Begründers des Priestergeschlechtes der Branchiden, die den Apollondienst in Didyma verrichteten, dem wichtigsten Heiligtum und Orakel der Milesier.
Smikros war der Sohn des Delphiers Demokles, der den Jungen auf eine Reise nach Milet mitnahm. Als er in Eile von dort absegelte, ließ er versehentlich den Dreizehnjährigen zurück. Ein Ziegenhirte fand ihn und brachte ihn zu seinem Vater Eritharses, der ihn wie einen eigenen Sohn aufzog. Als die beiden Jungen in Streit gerieten, nachdem sie zusammen einen Schwan gefangen hatten, erschien ihnen Leukothea und gebot ihnen, den Milesiern zu sagen, dass diese ihr zu Ehren Wettkämpfe für die Jungen gründen sollen.
Smikros heiratete eine angesehene Milesierin und wurde von ihr Vater des Branchos.

## Quelle
- Photios, Bibliothek 186,33